# 華涌
華 涌（か よう、拼音:Huà Yǒng、1969年1月14日 - ）は中国遼寧省営口市出身の芸術家である。男。「六四累犯」として、いま中国当局による逮捕状が出され、本人は現在、逃亡中の模様である。